# Monodeshidroascorbato reductasa (NADH)
La monodeshidroascorbato reductasa, (MDAR) (EC 1.6.5.4) es una enzima que cataliza la siguiente reacción química:
Por lo tanto los tres sustratos de esta enzima son NADH, H+
 y monodeshidroascorbato; mientras que sus dos productos son NAD+
 y ascorbato.

## Clasificación
Esta enzima pertenece a la familia de las oxidorreductasas, más específicamente a aquellas oxidorreductasas que actúan sobre NADH o NADPH con una quinona o un compuesto similar como aceptor de electrones.

## Nomenclatura
El nombre sistemático de esta clase de enzimas es NADH:monodeshidroascorbato oxidorreductasa. Otros nombres de uso común pueden ser: NADH:ácido-semideshidroascórbico oxidorreductasa, MDHA, semideshidroascorbato reductasa, AFR, AFR-reductasa, radical libre ascórbico reductasa, radical libre ascorbato reductasa, SOR, MDAsA reductasa (NADPH), SDA reductasa, NADH:radical-ascorbato oxidorreductasa, NADH:semideshidroascorbato oxidorreductasa, radical-libre ascorbato reductasa, NADH:AFR oxidorreductasa, y monodeshidroascorbato reductasa (NADH2). 

## Papel biológico
Esta enzima participa en el metabolismo del ascorbato y del aldarato.
En plantas, la MDAR es uno de los componentes enzimáticos del ciclo del glutatión-ascorbato el cual es uno de los mayores sistemas antioxidantes de las células de las plantas, que actúa como sistema de protección contra el daño producido por las especies reactivas de oxígeno (ERO). La actividad MDAR se ha descrito en numerosos compartimientos celulares, tales como cloroplastos, citosol, mitocondria, glioxisomas, y peroxisomas de las hojas.